# Musica della Corea

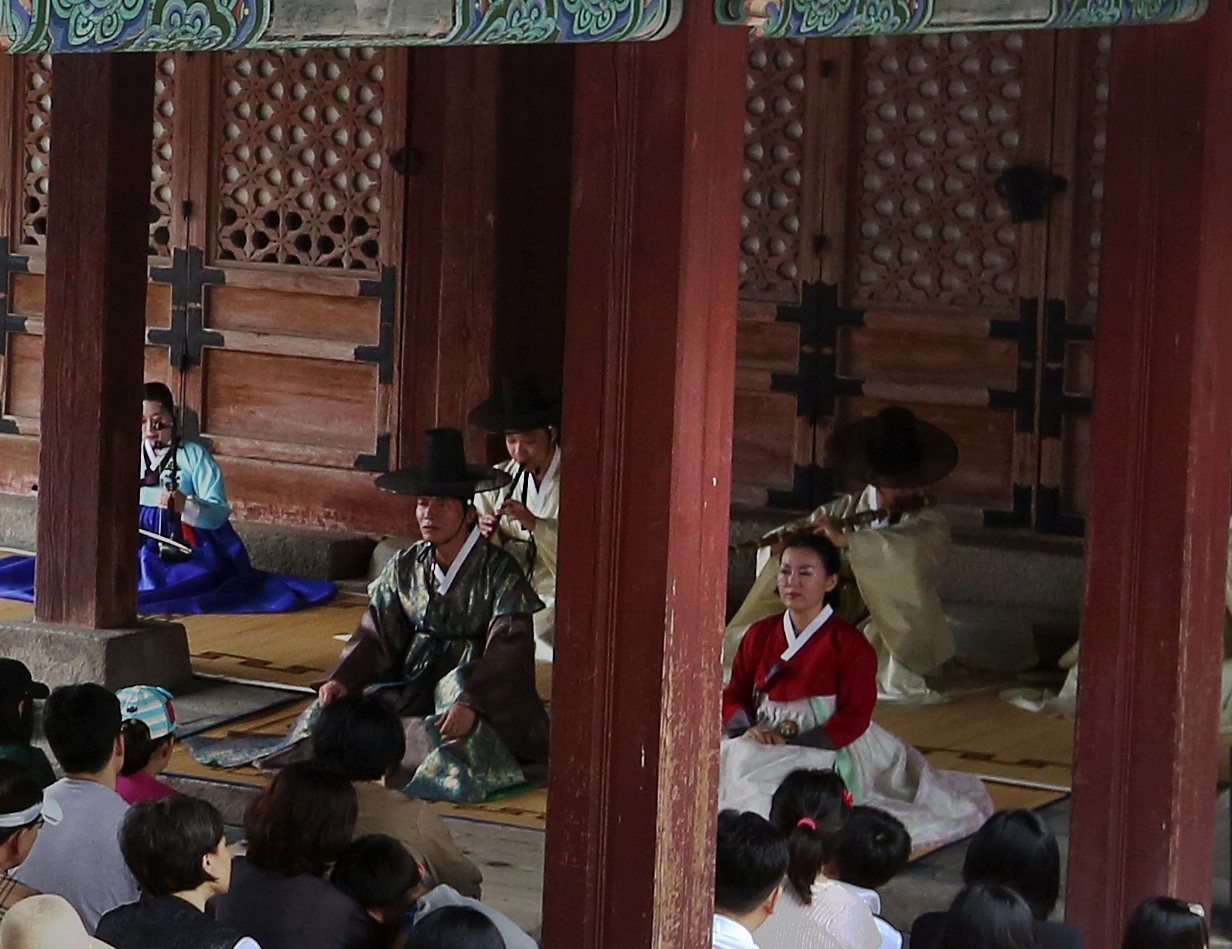
Esibizione di musica gugak.

Con il termine gugak (국악?; lett. "musica nazionale") ci si riferisce alla musica coreana tradizionale e a tutte quelle arti che ne fanno uso, come danza, canzoni, riti e cerimonie.

## Storia
Lo studio effettivo della gugak ha inizio i primi anni del XV secolo, durante il regno di Re Sejong, della dinastia Joseon. La gugak rappresenta il più antico sistema di notazione mensurale, denominato Jeongganbo. L'intento di Sejong era non solo di riformare la musica di corte, ma di creare anche un sistema di notazione propriamente coreano, che permettesse la composizione di riti ancestrali. Un esempio è quello del tempio di Jongmyo, oppure il Yeomillak, "Goia delle persone". Coniato dalla Jangagwon, l'agenzia governativa del tardo Joseon per la musica, il termine gugak è stato dall'inizio utilizzato per distinguere specificatamente la musica tradizionale della Corea da quella dei paesi stranieri.

## Strumenti
La musica tradizionale gugak vede gli strumenti che comprende in tre macro categorie principali.

### Strumenti a fiato

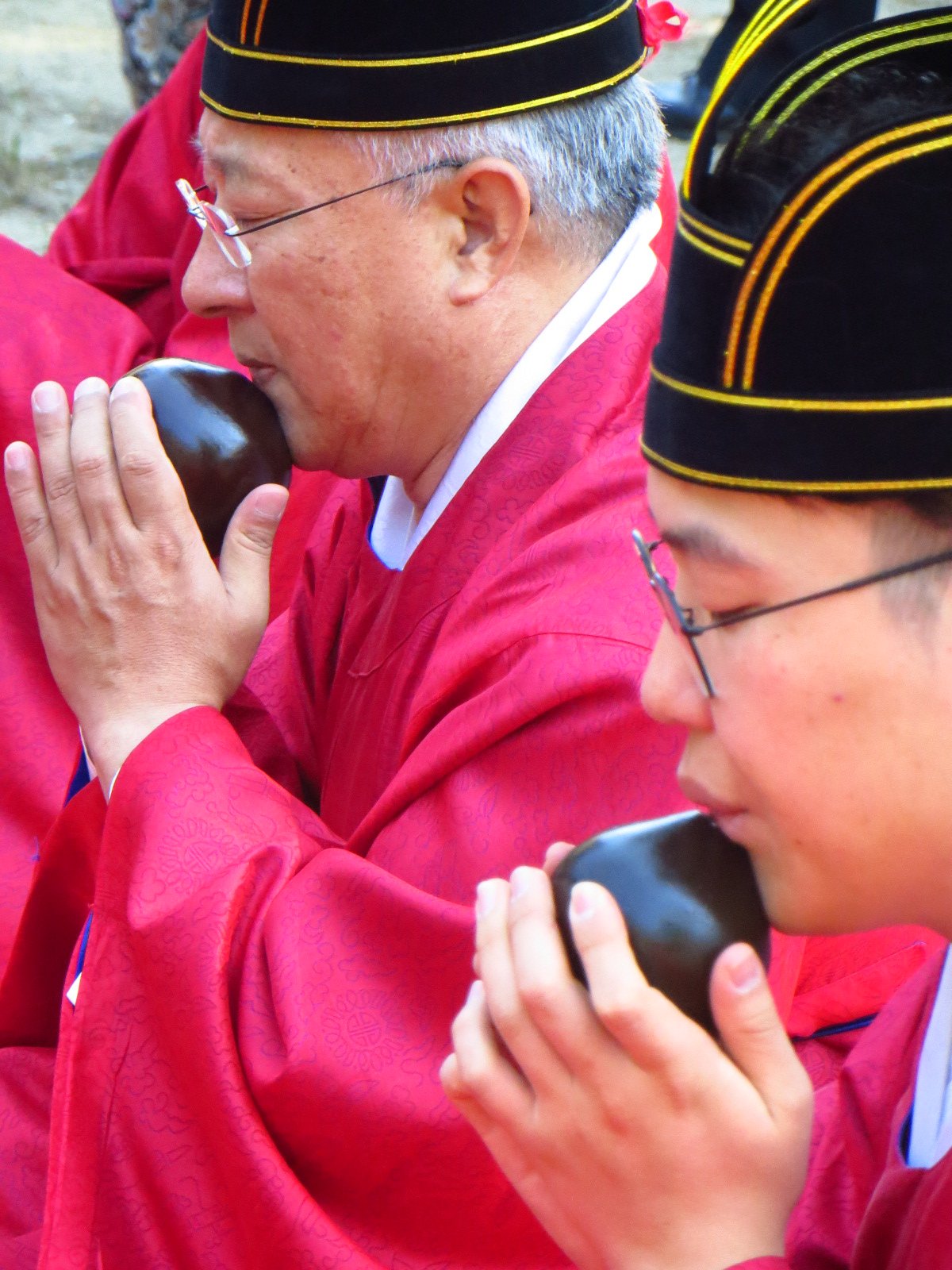
Suonatori nell'atto di suonare lhun, uno strumento a fiato tradizionale.

- il piri, strumento dall'Asia Centrale, oboe di bambù cilindrico a doppia canna. Presenta otto fori per dita, sette sul fronte ed uno sul retro per il pollice. Esegue la melodia principale, quando viene suonato nella musica d'insieme[2];
- il daegeum, lungo flauto traverso con un foro per soffiare l'aria all'interno e sei per le dita, un ulteriore celato da una membrana. Datato al settimo secolo, durante Silla, produce un suono simile ad un ronzio;[2]
- il danso, flauto verticale dentellato utilizzato maggiormente per le recite, duetti, musica da camera. Emette un suono molto chiaro, puro;[2]
- il taepyeongso, canna di legno di forma conica utilizzato maggiormente per esibizioni di gruppo. Il suono è squillante, quasi perforante.[2]

### Strumenti a corde
- il gayageum, cetra a dodici corde in seta rette da dodici parti mobili, che rappresentano i dodici mesi. Le corde pizzicate dalle dita possono produrre un sono delicato, puro[3];
- il geomungo, composto da tre corde intrecciate di seta, sedici tasti fissati e tre ulteriori mobili. Pizzicato con una bacchetta di bambù con la mano destra, emette suoni profondi;[3]
- lo haegeum, violino a due corde dell'epoca di Goryeo. Può essere suonato verticale poggiato sul ginocchio sinistro, emettendo un suono quasi nasale;[3]
- l'ajaeng, di sette corde ed orizzontale, importato durante l'epoca Goryeo dalla Cina. Le ultime versioni dello strumento hanno visto un aumento delle corde, fino a nove o dieci.[3]

### Strumenti a percussione

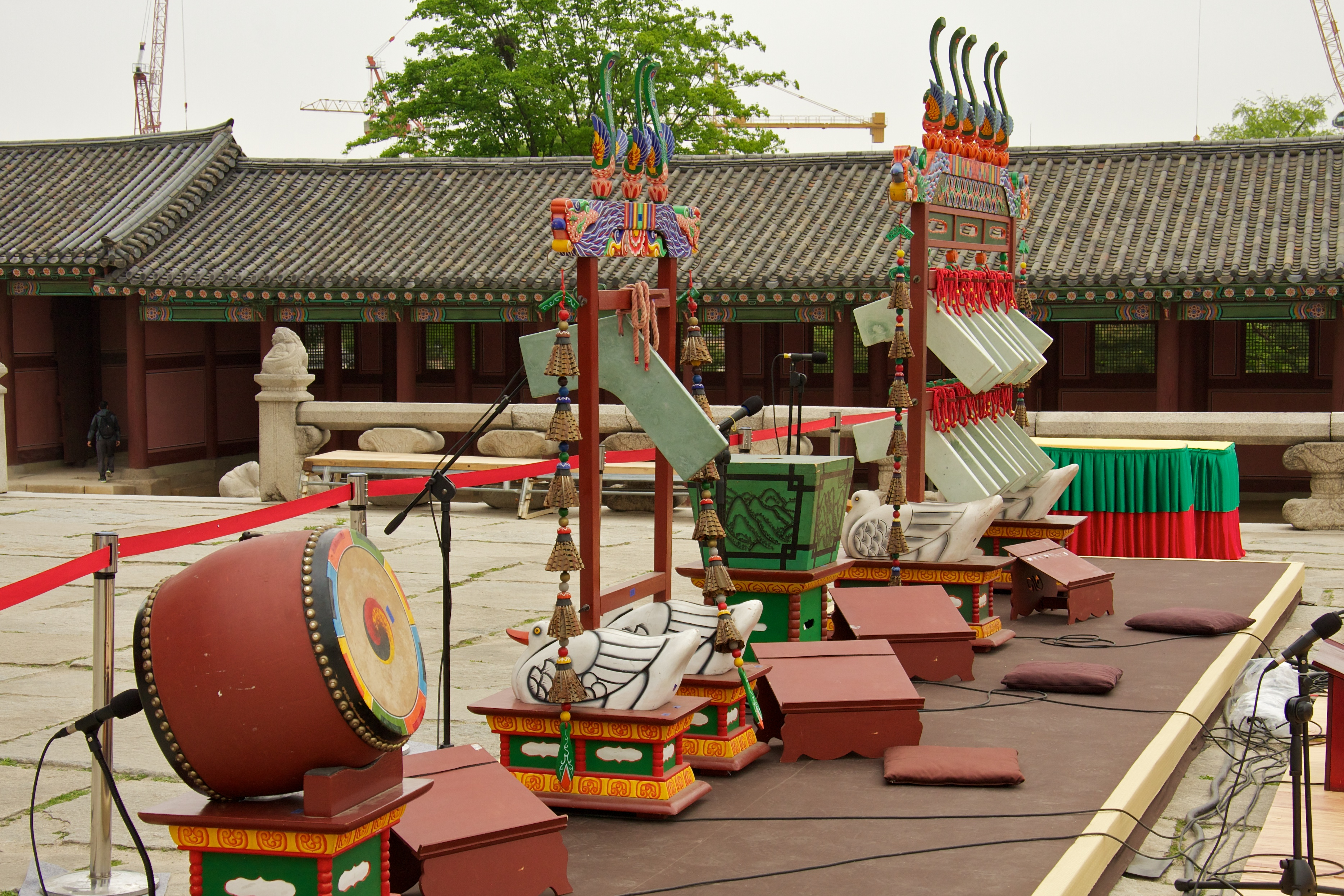
Mostra di strumenti musicali coreani al palazzo Gyeongbokgung.

- il buk, tamburo a doppia testa dal corpo di legno, varia il suono a seconda della grandezza;[4]
- il janggu, tamburo a forma di clessidra, utilizzato in qualsiasi forma di musica coreana. Può cambiare la forma a seconda del genere in cui viene utilizzato;[4]
- il jwago;
- il pyeonjong;
- il pyeongyeong;
- il kkwaenggwari;
- il jing.[4]

## Generi

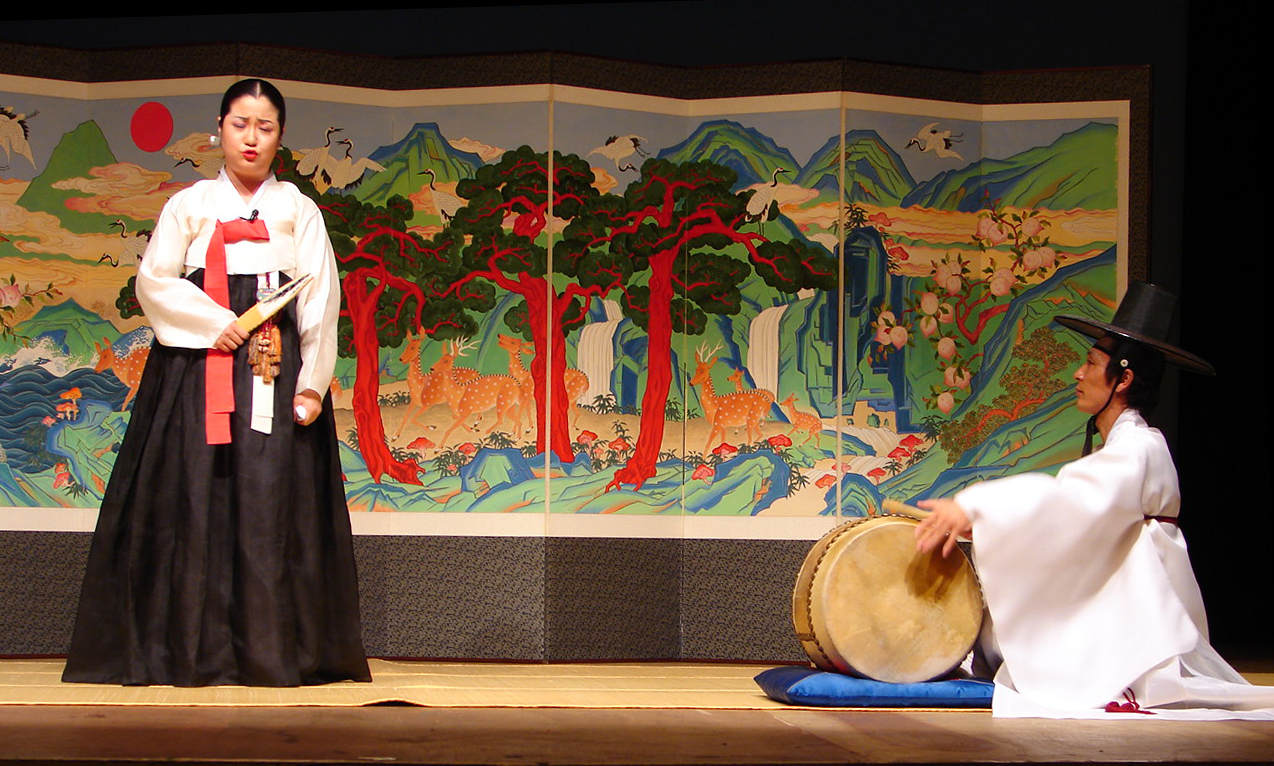
Esibizione di musica Pansori.

I generi in cui la musica coreana gugak può essere classificata sono molteplici:
- Jeongak, "buona musica", è il genere prediletto dall'aristocrazia dell'epoca Joseon.[1] Il termine è specificatamente per la musica amata dalla nobiltà, in quanto era perlopiù eseguita da letterati e scolari;[5]
- Jeongga, "musica giusta", sempre appartenente alla categoria di musica suonata dai letterati;[5]
- la musica Jeongjae, musica di corte che prevede danze, eseguita durante le cerimonie di Stato per il Re;[1]
- musica folk, che include:
  - il Pansori, Sanjo e Japga;
  - anche l'Arirang è considerata musica gugak.[1]
- Changbu-taryeong, Noraetgarak, i riti sciamanici: la musica per i riti deve essere adatta per danze acrobatiche o canti, dunque funzionare più come un accompagnamento che focus principale della performance;[6]
- Yeombul, Hwacheong Beompae, i riti buddhisti;[6]
- canzoni per la poesia come la Gagok e Sijo;[1]
- Nongak, musica per i gruppi di contadini, composta maggiormente da percussioni;[7]
- Samulnori